# VFW-Fokker VAK 191B
 (juillet 2012).
Si vous disposez d'ouvrages ou d'articles de référence ou si vous connaissez des sites web de qualité traitant du thème abordé ici, merci de compléter l'article en donnant les références utiles à sa vérifiabilité et en les liant à la section « Notes et références ».
Le VFW-Fokker VAK 191B est un projet d'avion d'attaque et de reconnaissance de type ADAV réalisé au début des années 1970 par la société VFW-Fokker, destiné initialement à succéder au Fiat G.91. Ce projet n'a finalement jamais donné lieu à une production en série.

## Conception
Le VAK (Vertikalstartendes Aufklärungs-und Kampfflugzeug, en français : « avion de reconnaissance et de combat à décollage vertical ») a été développé sur la base de la spécification OTAN NBMR-3b (NATO Basic Military Requirements). En 1961, le ministère de la Défense de la RFA précisa son expression de besoin : il voulait un avion rapide, pouvant opérer à basse altitude, capable de lancer des missiles à tête nucléaire. Ce devait être un projet plurinational rassemblant l'Italie, la Grande-Bretagne et l'Allemagne. L'Angleterre décida très tôt de développer seule le Hawker Siddeley P.1127 (qui mènera à l'apparition du Harrier) et se retira du projet.
Fin 1963, le concept de Focke-Wulf FW1262 (VAK 191B) fut déclaré vainqueur de la compétition face à ses concurrents :
- Le Hawker Siddeley P.1127 (VAK 191A) ;
- L'EWR (en) (Entwicklungsring Süd) EK 421 (VAK 191C) ;
- Le Fiat G.95/4 (VAK 191D).

À la suite de la fusion de Focke-Wulf avec Weserflug dans VFW, puis de VFW avec Fokker dans VFW-Fokker, l'appareil fut désigné VFW-Fokker VAK 191B. En 1967, l'Italie décida elle aussi de se retirer du projet.
Les turboréacteurs sélectionnés étaient deux moteurs de sustentation de type Rolls-Royce RB.162-81 et un moteur de sustentation et propulsion de type Rolls-Royce/MAN Turbo RB.193-12 produit par MAN AG. Le turboréacteur de sustentation et propulsion était installé au centre de l'aéronef et équipé, comme sur le Harrier, de quatre tuyères orientables (voir photo). Les réacteurs de sustentation étaient disposés à l'avant et à l'arrière du réacteur principal.
Trois prototypes furent réalisés, ainsi qu'un banc volant de mise au point des commandes de vol SG 1262 (SG pour « Schwebegestell »), assez semblable au banc d'essais volant Rolls-Royce Thrust Measuring Rig de Rolls-Royce :
- Premier vol du banc volant : 1966 ;
- Premier vol du prototype V1 : 10 septembre 1971 ;
- Premier vol du prototype V2 : 2 octobre 1971 ;
- Dernier vol : 4 septembre 1975.

Le VAK 191B a servi de banc volant pour certains systèmes du Panavia Tornado. Le prototype V2 est désormais exposé au Deutsches Museum, dans l'annexe d'Oberschleißheim.

### Aéronefs comparables
- EWR VJ 101
- Hawker Siddeley Harrier
- Hawker Siddeley P.1154
- Hawker Siddeley P.1127
- Fiat G.95
- Yakovlev Yak-38